# Злая: Сказка о ведьме Запада
«Злая: Сказка о ведьме Запада» (англ. Wicked) — американский музыкальный фэнтезийный фильм режиссёра Джона Чу, являющийся адаптацией бродвейского мюзикла «Злая». В адаптации сценария принимали участие создатели оригинального мюзикла Стивен Шварц и Уинни Холцман. В фильме снялись Синтия Эриво, Ариана Гранде, Джонатан Бейли и Джефф Голдблюм. Первый фильм дилогии «Злая». Его премьера в кинотеатрах США состоялась 22 ноября 2024 года.

## Сюжет
В Стране Оз жители Манчкинленда празднуют недавнюю смерть Злой ведьмы Запада. Глинда Добрая прилетает к жителям внутри розового мыльного пузыря. Ребенок в толпе спрашивает её о том, откуда берётся зло. После этого Глинда рассказывает историю Ведьмы: она была зачата в результате романа между женой губернатора Троппа и коммивояжером, но родилась с зелёным цветом кожи, что повлекло отвержение родителей и травлю со стороны других детей («No One Mourns the Wicked»). Когда Глинду спрашивают, были ли они со Злой ведьмой подругами, она отвечает, что они знали друг друга, и размышляет об их прошлом.
Несколькими годами ранее Эльфаба Тропп приехала в университет Шиз, чтобы проводить свою младшую сестру Нессу, страдающую параличом нижних конечностей и передвигающуюся на инвалидной коляске («Dear Old Shiz»). Эльфаба непреднамеренно раскрывает свои магические способности и декан факультета магии, мадам Моррибль, предлагает ей поступить в университет и хочет проводить для неё частные уроки магии. Она соглашается, надеясь, что это даст ей шанс встретиться с правителем страны Оз, Волшебником, которого она боготворит и который, как она надеется, изменит цвет её кожи («The Wizard and I»). Однако, она вынуждена делить комнату с Галиндой Апленд, привилегированной студенткой из Гилликина, с которой у неё возникают конфликты («What Is This Feeling?»).
Доктор Дилламонд, говорящий козёл, преподающий историю страны Оз, сталкивается с дискриминацией, как один из последних сотрудников университета животного происхождения. Эльфаба помогает ему, и он рассказывает ей, что другие животные теряют свои гражданские права и способность говорить, и он опасается, что может стать следующим («Something Bad»). Эльфаба заверяет Дилламонда, что Волшебник разберётся с этим вопросом.
В течение семестра Несса знакомится с Боком Вудсмэном, беспечным манчкином, влюбленным в Галинду, а Эльфаба знакомится с мятежным принцем Винки, Фиеро Тигелааром, в которого влюблена Галинда. Фиеро приглашает студентов на вечеринку в ночной клуб. Бок пытается пригласить на танец Галинду, но она убеждает его пригласить Нессарозу, чтобы пойти с Фиеро («Dancing Through Life»). Во время подготовки к балу Галинда зовёт Эльфабу на бал и дарит ей остроконечную шляпу с целью высмеять её. Это, а также помощь Нессе, смягчает отношение Эльфабы к Галинде, и в благодарность она просит мадам Моррибль позволить Галинде посещать уроки колдовства. В клубе Эльфабу высмеивают из-за шляпки. Галинда, чувствуя вину за плохое обращение с Эльфабой, танцует с ней («Ozdust Duet»), а позже обещает помочь ей научиться нравиться людям («Popular»).
На следующий день доктор Дилламонд объявляет о своём уходе из-за того, что школьный совет запретил животным преподавать. Его сменщик, профессор Никидик, пытается провести эксперименты на испуганном львенке. Эльфаба использует свои силы, чтобы усыпить всех присутствующих, а затем вместе с Фиеро сбегает из кампуса школы и отпускает львёнка в лес. После недолгого общения с Фиеро Эльфаба понимает, что испытывает к нему чувства и грустит о том, что он предпочитает ей Галинду («I’m Not That Girl»).
Эльфаба получает приглашение встретиться с Волшебником, который узнал о её магических способностях. Она и Галинда, которая сокращает свое имя до «Глинда» в честь неправильного произношения его доктором Дилламондом, отправляются в столицу страны Оз, Изумрудный город, чтобы встретиться с ним («One Short Day»). После знакомства («A Sentimental Man») он спрашивает Эльфабу, не хочет ли она изменить цвет своей кожи, но вместо этого она просит его помочь животным страны Оз. Также в столицу прибывает мадам Моррибль. Волшебник и Моррибль предлагают Эльфабе прочитать отрывки из священной книги заклинаний, Гриммери. Её заклинание вызывает у обезьян-охранников рост крыльев, который сопровождается мучительной болью. Волшебник и Моррибль в восторге от перспективы использовать их в качестве шпионов. Эльфаба понимает, что именно они стоят за тем, что животные теряют свою человечность, и что Волшебник не обладает настоящей магией. Эльфаба крадет книгу и убегает, а Моррибль сообщает жителям страны Оз, что Эльфаба — «злая ведьма» и её нужно арестовать.
Глинда следует за Эльфабой и умоляет её помириться с Моррибль и Волшебником, но Эльфаба решает бороться с ними. Она эмоционально прощается с Глиндой, которая поддерживает её решение, но отказывается отправить с ней. Эльфаба использует заклинание полета на метле и улетает на запад, вызвав отключение электричества по всей стране Оз («Defying Gravity»). Глинду задерживают охранники. Губернатор Тропп страдает от сердечного приступа после того, как узнаёт новость о поступке Эльфабы.

## В ролях
- Синтия Эриво — Эльфаба[англ.]
- Ариана Гранде — Глинда[англ.]
- Джонатан Бейли — Фиеро
- Джефф Голдблюм — Волшебник Оз
- Итан Слейтер — Бок
- Мишель Йео — Мадам Моррибль
- Марисса Боде — Нессароза
- Боуэн Янг — Пфанни
- Бронуин Джеймс — Шен-шен
- Кила Сетлл[англ.] — Мисс Коддл
- Эрон Тео — Аварик
- Колин Майкл Кармайкл — Профессор Никидик

## Производство

### Разработка
В 2003 году на основе романа Грегори Магуайра «Злая: Жизнь и приключения Злой ведьмы Запада» (англ. Wicked: The Life and Times of the Wicked Witch of the West) был поставлен бродвейский мюзикл «Злая». Режиссёром мюзикла стал Джо Мантелло, а хореографом — Уэйн Силенто. Мюзикл стал очень успешным, побив рекорды по кассовым сборам.
В 2009 году Магуайр признался, что продал права на экранизацию своего романа компании ABC, планировавашей снять телевизионную адаптацию «Злой», не основанную на мюзикле. В январе 2011 года сайт Entertainment Weekly сообщил, что ABC планирует снять мини-сериал «Злая» совместно с Сальмой Хайек и её производственной компанией.
Исполнительницы ролей оригинального бродвейского мюзикла Идина Мензель и Кристин Ченовет, исполнившие роли Эльфабы и Глинды соответственно, рассматривались на главные роли в будущей киноадаптации. Другими возможными исполнительницами главных ролей назывались Лиа Мишель и Эми Адамс, а в качестве режиссёров рассматривались Джей Джей Абрамс, Роб Маршалл и Райан Мерфи. В декабре 2012 года, после успеха фильма «Отверженные», Марк Платт, который также был продюсером бродвейского мюзикла, объявил, что фильм находится в разработке и его планируется выпустить в 2016 году. После длительной разработки компания Universal объявила в 2016 году, что фильм выйдет в кинотеатрах США 20 декабря 2019 года, а его режиссёром станет Стивен Долдри.

### Подготовка к производству
В мае 2017 года Стивен Шварц объявил, что в фильме появятся «как минимум две» новые песни. В августе 2018 года компания Universal приостановила работу над фильмом, а в первоначальную дату премьеры «Злой» вышел фильм «Кошки», адаптация ещё одного мюзикла. В феврале 2019 года была объявлена новая дата премьеры «Злой»: 22 декабря 2021 года. 1 апреля 2020 года компания Universal вновь приостановила разработку фильма в связи с пандемией COVID-19, а в дату премьеры «Злой» вышел анимационный фильм «Зверопой 2». В октябре 2020 года Стивен Долдри покинул проект из-за плотного графика съёмок. В феврале 2021 года режиссёром злой был утверждён Джон Чу. В августе того же года оператором фильма была утверждена Элис Брукс, ранее работавшая с Чу на съёмках фильма «На высоте мечты».
В ноябре 2021 года на главные роли в фильме были утверждены Синтия Эриво и Ариана Гранде. В сентябре 2022 года к актёрскому составу присоединился Джонатан Бейли. Позднее стало известно, что в фильме снимутся Джефф Голдблюм, Итан Слейтер, Мишель Йео, Марисса Боде, Боуэн Янг, Бронуин Джеймс, Кила Сетлл, Эрон Тео и Колин Майкл Кармайкл.

### Съёмки
Съёмки фильма должны были начаться в июне 2022 года в Великобритании. В апреле 2022 года Джон Чу сообщил, что киноадаптация мюзикла будет состоять из двух фильмов.
В июне 2022 года Стивен Шварц объявил, что напишет новую песню для одного из фильмов.
В июле 2022 года стало известно, что съёмки пройдут в недавно построенной киностудии Sky Studios в Элзтри (графство Хартфордшир, Англия), репетиции начнутся в августе, а непосредственно съёмочный период стартует в ноябре. 9 декабря 2022 года Джон Чу сообщил в своём Твиттере, что съёмки фильма начались.

## Премьера
Премьера фильма в США состоялась 22 ноября 2024 года. Ранее сообщались другие даты: 25 декабря 2024 года и 27 ноября 2024 года.
Премьера фильма в России с официальным русским дубляжем состоялась 30 ноября 2024 года. Первые сеансы появились в московских и питерских кинотеатрах. С 5 декабря 2024 года прокат фильма был доступен в большей части регионов России.

## Сборы
По состоянию на 13 марта 2025 года «Злая» собрала в прокате 473,2 миллиона долларов в США и Канаде и 261,9 миллиона долларов на других странах, что составляет в общей сложности 735,1 миллиона долларов по всему миру.
В России в первые выходные «Злая» собрала в прокате 41,4 миллиона рублей, и в общей сложности по состоянию на 2 декабря 2024 года 42,6 миллиона рублей.

## Восприятие
На сайте-агрегаторе Rotten Tomatoes рейтинг фильма составляет 88 % на основании 382 рецензий критиков со средним баллом 7,8 из 10. «Консенсус критиков» сформулирован так: «Бравурная и обаятельная „Злая“ с волшебным дуэтом Синтии Эриво и Арианы Гранде бросает вызов гравитации, создавая неотразимое приглашение в страну Оз».
На сайте-агрегаторе Metacritic рейтинг фильма составляет 73 балла из 100 возможных на основании 63 рецензий критиков, что соответствует «в целом положительным» отзывам.

## Награды и номинации
Проект удостоился множества наград и номинаций. Национальный совет кинокритиков США назвал «Сказку о ведьме Запада» лучшим фильмом. Это первый за всю историю организации фэнтези-фильм, получивший данную награду, и первый лауреат в жанре мюзикла со времён ленты «Мулен Руж!» (2001). Кроме того, Американский институт киноискусства включил картину в свой список десяти лучших фильмов 2024 года. На 82-й церемонии вручения премии «Золотой глобус» «Сказка о ведьме Запада» получила приз за «Лучшие кинематографические и кассовые достижения», а также была номинирована в категориях «Лучший фильм — комедия или мюзикл», «Лучшая актриса — комедия или мюзикл» (Синтия Эриво) и «Лучшая актриса второго плана» (Ариана Гранде). Также проект, наряду с фильмом «Конклав», удостоился одиннадцати номинаций на премию «Выбор критиков» (в том числе в категории «Лучший фильм») и пяти — на Премию Гильдии киноактёров США; таким образом «Сказка о ведьме Запада» вошла в перечень картин с наибольшим за всю историю существования последней премии числом номинаций. Кроме того, у фильма семь номинаций на BAFTA, в том числе в категориях «Лучшая актриса» (Эриво) и «Лучшая актриса второго плана» (Гранде).
«Злая: Сказка о ведьме Запада» – лауреат премии «Оскар» в номинациях «лучшая работа художника-постановщика» и «лучшие костюмы».

## Продолжение
Вторая часть, фильм «Злая: Навсегда», выйдет в кинотеатрах США 26 ноября 2025 года.